# Igaz Jézus Egyház
Az Igaz Jézus Egyház (真耶穌教會) egy független keresztény-protestáns, pünkösdi közösség. A gyülekezetet Kínában, pontosabban Pekingben alapították 1917-ben. Ma összesen körülbelül másfél millióra tehető a hívek száma, akik több mint harminc országban vannak.

## Hitvallás
Részletek a közösség hitvallásából:

### Szent Szellem
A Szent Szellem vételét a nyelveken szólással bizonyítják. Hitük szerint ez garantálja, hogy az embernek örökrésze van a Mennyországban fennálló királyságban.

### Keresztség
A vízkeresztség szentségét vallják a bűnök bocsánatára. A keresztelést természetes vizekben végzik, mint például folyók, tengerek, tavak, patakok.
A megkeresztelt keresztények először a víz keresztséget kapják meg, majd veszik a Szent Szellem keresztségét, aki vezeti a hívőket Jézus Krisztus útján. A Szent Szellem keresztséget csak teljesen bemerített keresztények kaphatják meg az egyház tanítása szerint.

### Lábmosás
A lábmosás szentsége által egy testté kovácsolódik az úr Jézus teste. A szertartás a híveket arra figyelmezteti, hogy szeretettel, szentségben, megbocsátásban és alázattal szolgáljanak Istennek és egymásnak. Minden személynek, aki részesült a bemerítésben, részesülnie kell a lábmosásban is Jézus nevében. Általában májusban szoktak közös lábmosást tartani.

### Úrvacsora
Az úrvacsora szentségét Jézus Krisztus halálának emlékére gyakorolják. A szertartás során a hívek részesülnek a közösségben, és alkalmassá válhatnak az utolsó időkre. Az úrvacsorát a lehető leggyakrabban tartják meg gyülekezeteikben. Egy kovásztalan kenyeret és szőlőlevet használnak.

### Nyugalomnap
A zsidó hagyományokat folytatva a nyugalomnapot szombaton, a hét hetedik napján tartják. Ez egy szent nap, amelyet Istennek ajánlanak fel, és amelyen áldást várnak Istentől. Az ünnep a világ teremtőjének példájára épül, aki megteremtette a világot hat nap alatt, és a hetediken megpihent.

### Jézus Krisztus
"Jézus Krisztus, a testté lett Ige, kereszthalált halt a bűnösök megváltásáért. A harmadik napon feltámadt, és a mennybe emelkedett. Ő az emberiség egyetlen Megváltója, a Mennyek és a Föld teremtője, és az egyetlen igaz Isten."

### Szent Biblia
"Az Ó- és Újtesamentumból álló Szent Bibliát Isten ihlette. Az egyetlen írott igazság, és a keresztény életvitel alapja."

### Üdvözülés
"Az üdvözülés Isten kegyéből fakad a hiten keresztül. A hívőknek bízniuk kell a Szent Szellemben, hogy kövessék a szentséget, tiszteljék Istent és szeressék az emberiséget."

### Egyház
"Az Igaz Jézus Egyház az apostoli időket idéző igaz egyház, melyet Urunk Jézus Krisztus alapított a Szent Szellemen keresztül a 'kései eső' idején."

### Az utolsó ítélet
"Az Úr Második Eljövetele az utolsó napon lesz, amikor leereszkedik a mennyből, hogy ítélkezzen a világ fölött: az igazak örök életet kapnak, a bűnösök pedig örök kárhozatra ítéltetnek."